# Indice cefalico

Indice Cefalico (CI) = diametro biparietale (BPD) / diametro occipitofrontale (OFD) x 100

L'indice cefalico è il rapporto tra la dimensione trasversa e quella anteroposteriore della testa (o del cranio), moltiplicato per 100; serve a esprimere in termini statistici la forma della testa (o del cranio).

## Storia

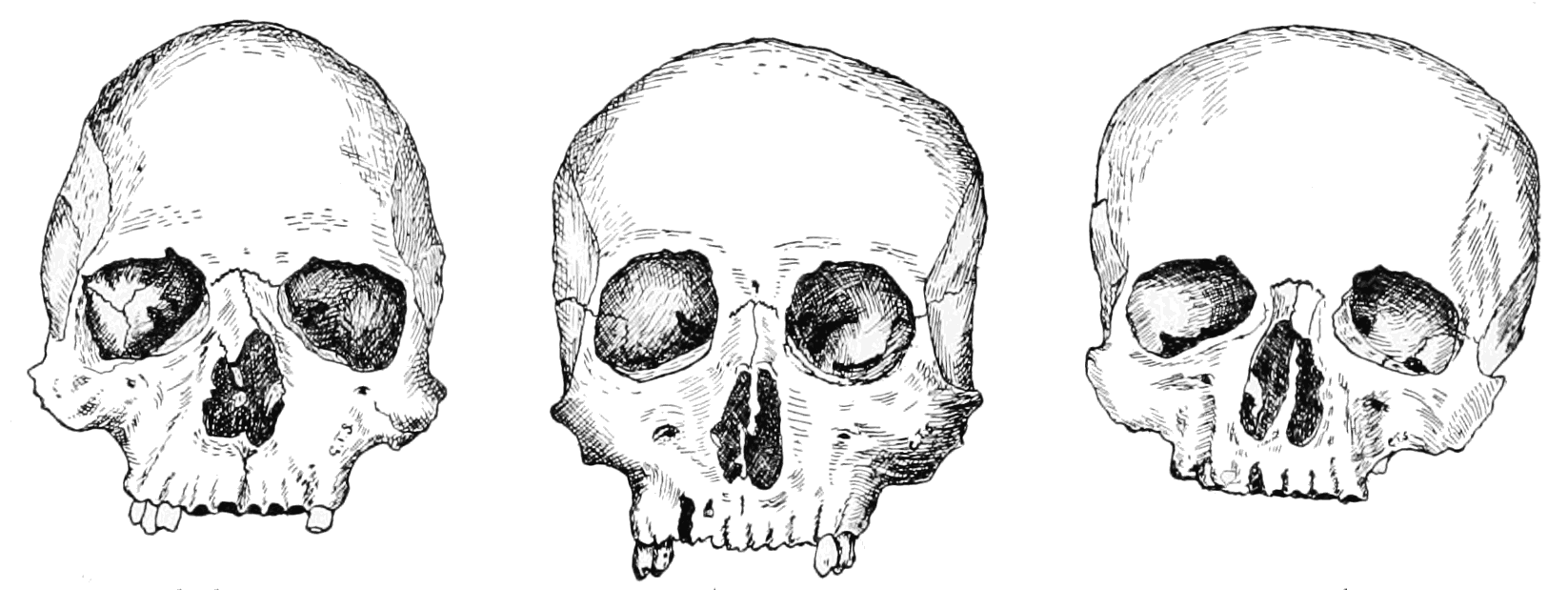
Vari tipi di morfologie craniche, che portano a diversi indici cefalici: da sinistra a destra l'indice cefalico aumenta.

L'indice cefalico venne definito dall'anatomista svedese Anders Retzius (1796-1860) il quale lo introdusse in antropologia fisica per classificare gli antichi reperti umani che venivano trovati in Europa. In base al rapporto fra la larghezza (diametro trasverso) e la lunghezza (diametro anteroposteriore) del cranio, Retzius distingueva gli individui dal cranio allungato e aventi indice cefalico inferiore a 76 (dolicocefali) da quelli con il cranio più breve e arrotondato con indice >= 85 (brachicefali).

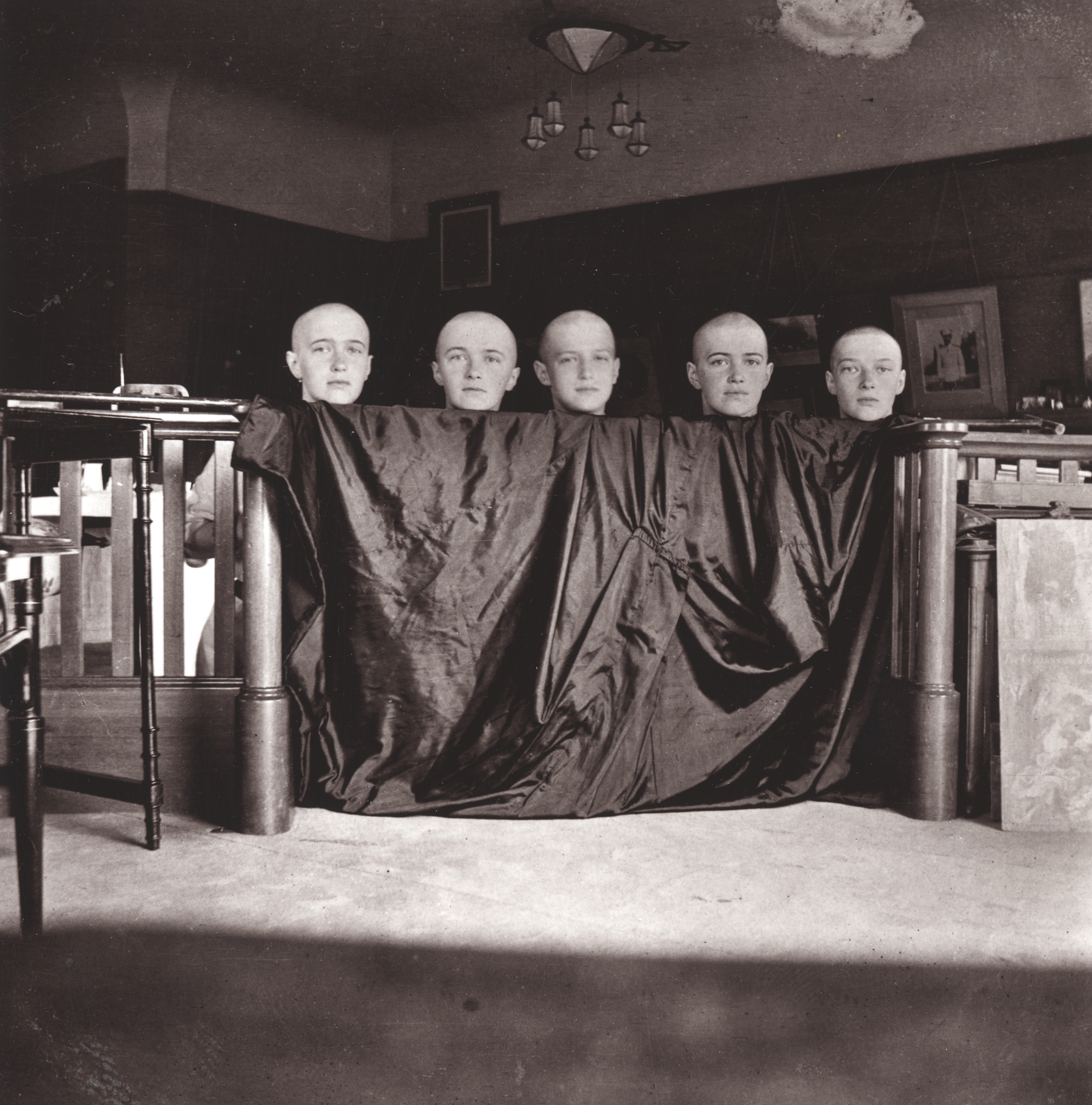
I figli dello zar Nicola II nel giugno 1917, dopo aver perso i capelli a seguito del morbillo: fra di loro, Tatiana era colei che aveva un cranio più allungato e un indice cefalico minore.

Il concetto di "mesocefalia" venne introdotti nel 1861 da Paul Broca per designare gli individui con indici di valore intermedio. 
L'indice rimase in auge in ambito antropologico, utilizzato soprattutto dagli antropologi, fino alla metà del XX secolo per la semplicità del calcolo sia nei reperti archeologici che nei soggetti viventi, con la convinzione che i dati quantitativi fossero in sé indizio di scientificità e che le dimensioni del cranio fossero in correlazione con la cultura. L'indice cefalico di Retzius venne contestato dall'antropologo italiano Giuseppe Sergi come sistema rozzo e poco sensibile per gli studi antropologici delle popolazioni umane e propose di sostituirlo con una classificazione basata sulla morfologia del cranio. L'antropologo Franz Boas, analizzando l'indice cefalico dei figli degli immigrati europei negli Stati Uniti nel periodo 1910-1912, osservò che l'indice cefalico dei primi differiva significativamente da quello dei loro genitori, dimostrando così che l'indice cefalico dipendesse anche da fattori ambientali, non solo genetici.
Boas sosteneva che, essendo le caratteristiche craniofacciali così malleabili in una singola generazione, allora l'indice cefalico aveva un'utilità molto scarsa per definire razze e per mappare popolazioni ancestrali. Studiosi come Earnest A. Hooton continuarono tuttavia a sostenere che sia l'ambiente che la genetica erano coinvolti. Boas da parte sua non sostenne mai che la forma del cranio fosse totalmente condizionata dall'ambiente.
Nel 2002, uno studio di Sparks e Jantz effettuato utilizzando nuove tecniche statistiche rivalutò alcune delle conclusioni di Boas dimostrando che esiste una "componente genetica relativamente alta " coinvolta nello sviluppo della forma del cranio..
Nel 2003, gli antropologi Clarence C. Gravlee, H. Russell Bernard, e William R. Leonard analizzarono di nuovo i dati di Boas e conclusero che la maggior parte delle sue conclusioni erano corrette. Inoltre, applicando nuove tecniche statistiche al computer, scoprirono nuove prove a supporto della plasticità del cranio. In una pubblicazione successiva, Gravlee, Bernard and Leonard rivisitarono anche l'analisi di Sparks e Jantz. I tre sostennero che Sparks e Jantz avevano male interpretato Boas e che il loro stesso studio dava ragione a Boas. Per esempio, essi sottolineano che Sparks e Jantz interpretano i cambiamenti nelle dimensioni del cranio in relazione a quanto tempo un individuo è stato negli Stati Uniti, al fine di valutare l'influenza dell'ambiente. Boas, tuttavia, esaminò i cambiamenti nella dimensione cranica rispetto a quanto tempo la madre era negli Stati Uniti. Essi sostengono che il metodo Boas è più utile, perché l'ambiente prenatale è un fattore di sviluppo fondamentale.
Attualmente l'indice cefalico è utilizzato soprattutto in medicina per descrivere la morfologia della testa nell'esame obiettivo o per stimare l'età fetale in ostetricia, in studi epidemiologici, e in veterinaria nel caso dei mammiferi.

## Classificazione in base all'indice cefalico
La classificazione degli individui in base all'indice cefalico viene effettuata secondo la seguente tabella:
| Femmine   | Maschi    | Nomenclatura scientifica | Significato                      |
| --------- | --------- | ------------------------ | -------------------------------- |
| < 75%     | < 75,9%   | dolicocefalo             | «cranio allungato»               |
| 75% - 83% | 76% - 81% | mesocefalo               | «cranio medio»                   |
| > 83%     | > 81%     | brachicefalo             | «cranio corto», «cranio rotondo» |

L'indice cefalico permette di identificare diversi gruppi:
- ultradolicocefali (<64%)
- iperdolicocefali (<70%)
- dolicocefali (<74%)
- mesocefali (75-83%)
- brachicefali (>84%)
- iperbrachicefali (>90%)

## Galleria d'immagini

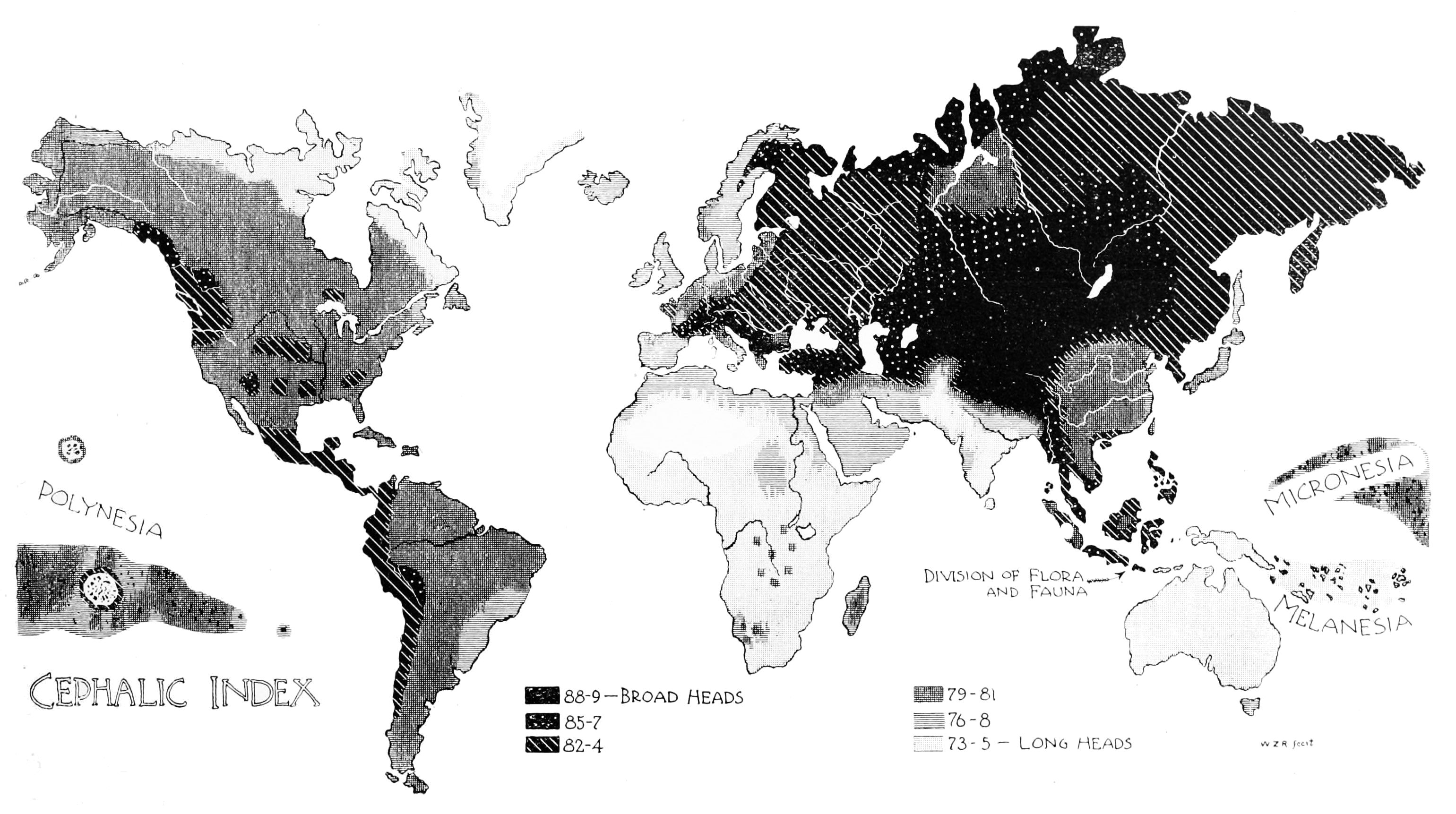
Indice cefalico nel mondo, 1896
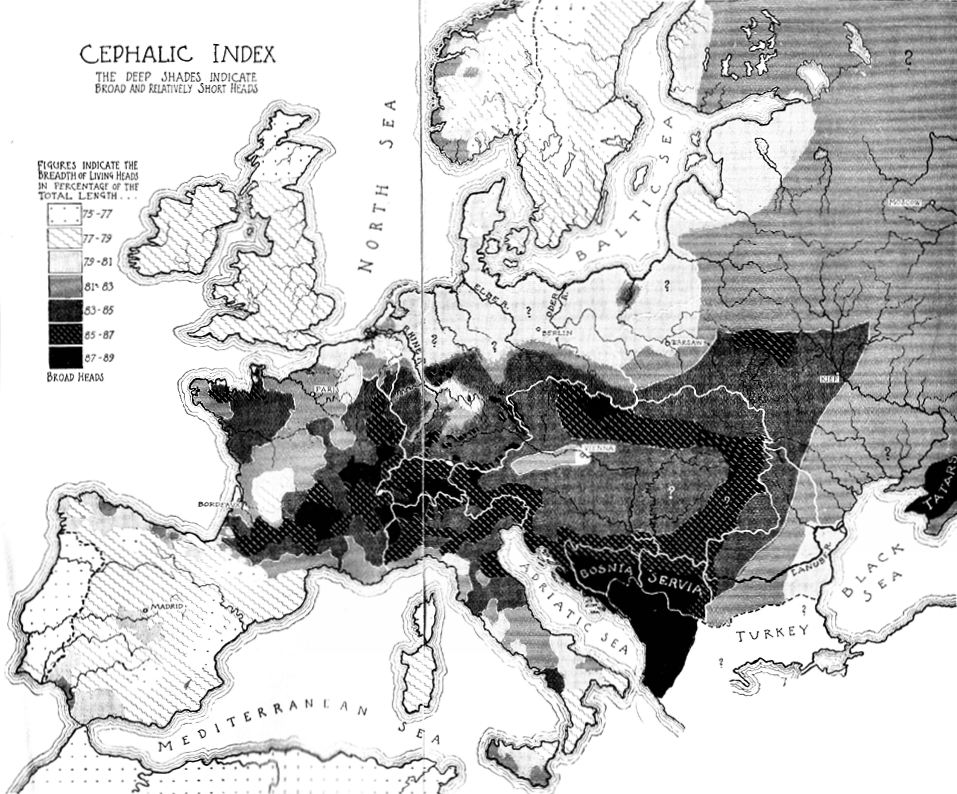
Mappa dell' indice cefalico in Europa (William Z. Ripley, 1899)
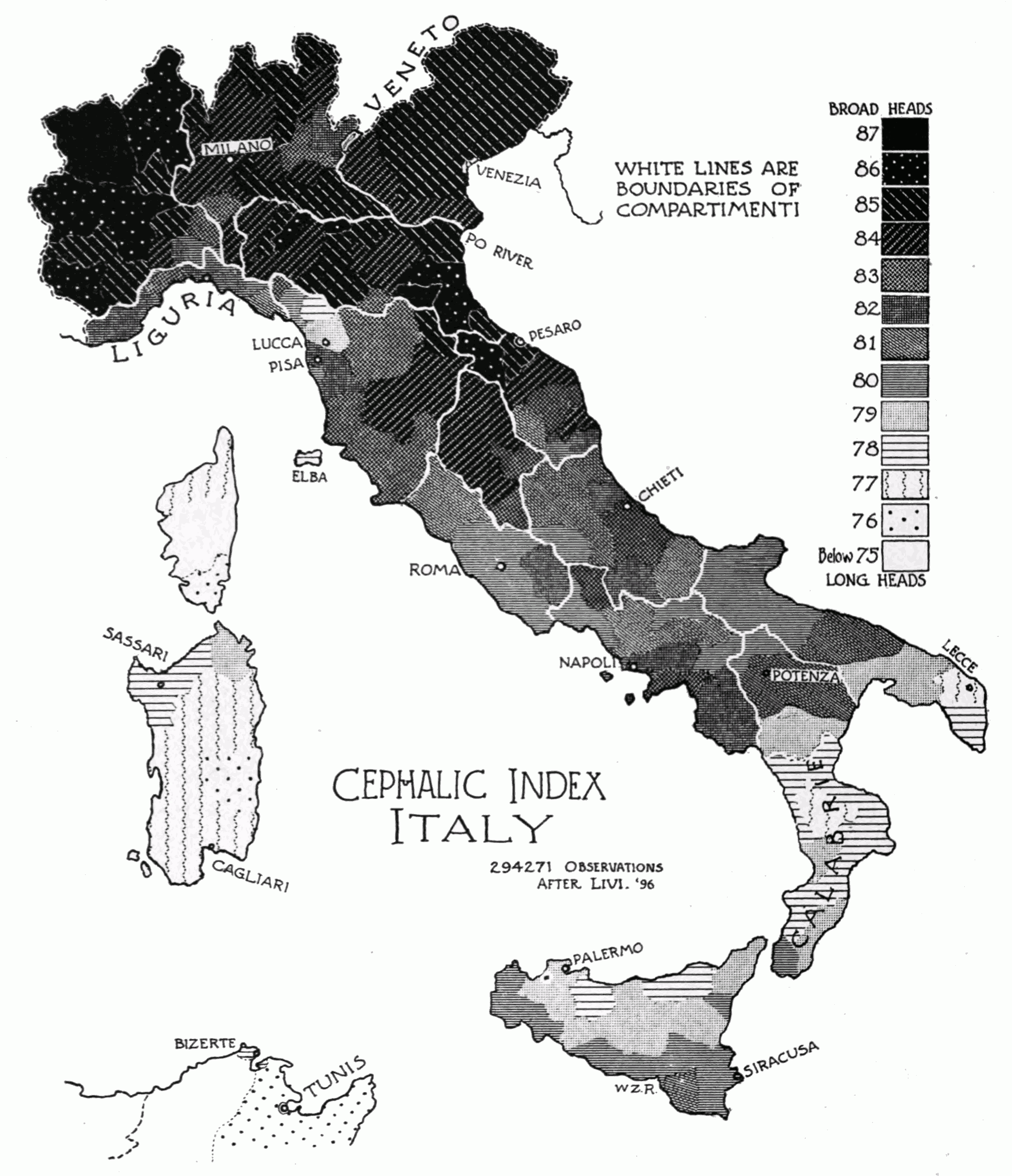
Indice cefalico nella regione italiana, 1897